# 拉雷卡哈县

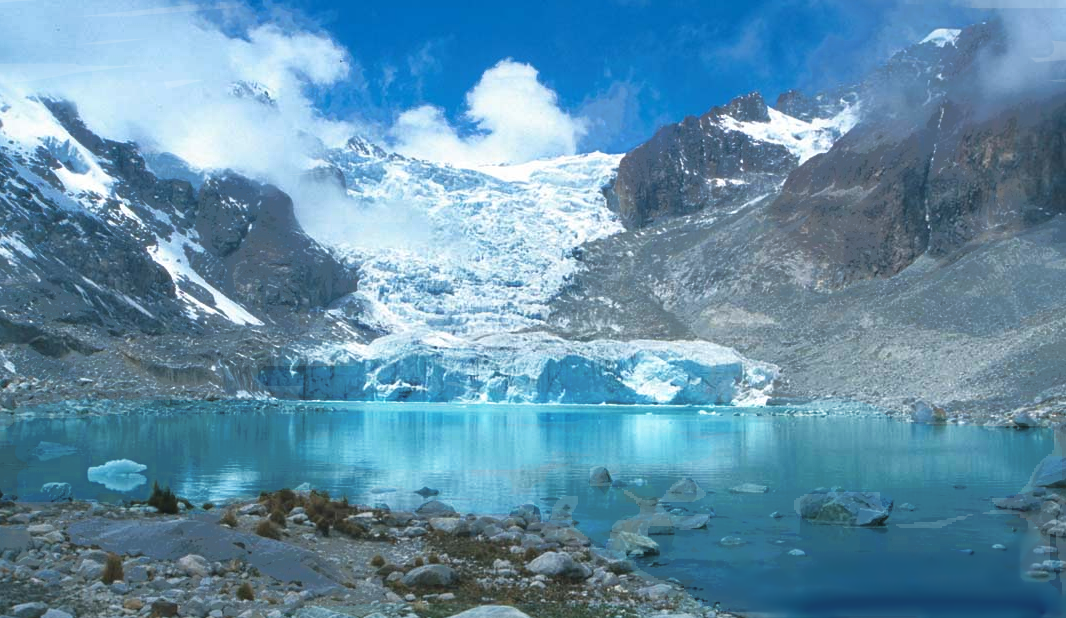

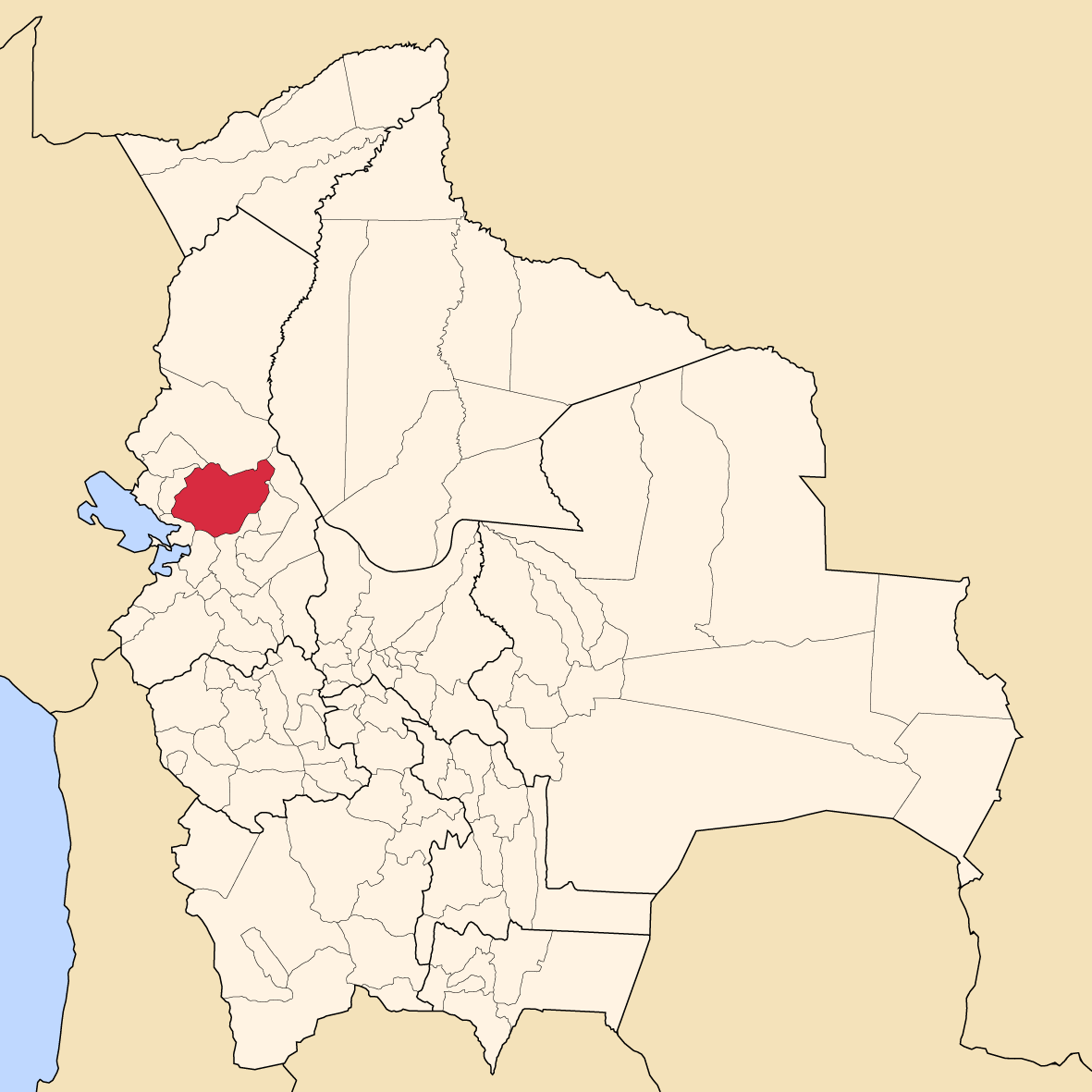

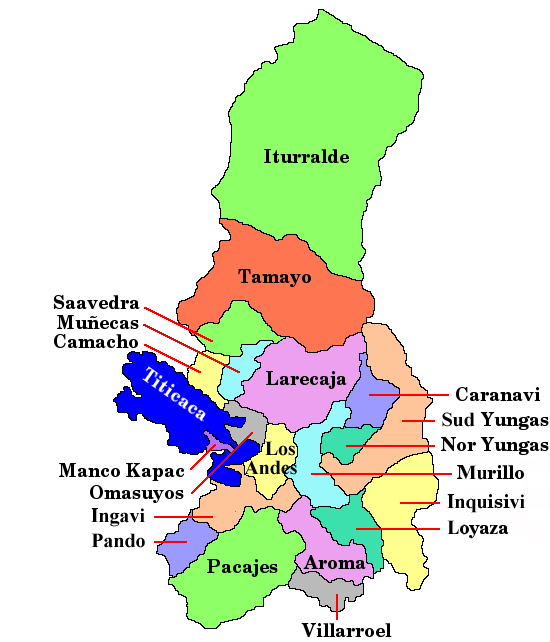

拉雷卡哈县（西班牙語：Provincia de Larecaja）是玻利維亞的县份，位於該國西部，屬於拉巴斯省的一部分，县府設於索拉塔，面積8,110平方公里，2012年人口86,481，人口密度每平方公里11人。
15°50′S 68°10′W / 15.833°S 68.167°W